# 1922年全米選手権 (テニス)
1922年 全米選手権（1922ねんぜんべいせんしゅけん）に関する記事。

## 大会の流れ
- 1881年から1967年まで、全米選手権は各部門が個別の名称を持ち、大会会場も別々のテニスクラブで開かれた。これが他の3つのテニス4大大会と大きく異なる点である。
  - 男子シングルス　名称：全米シングルス選手権（U.S. National Singles Championship）／会場：ペンシルベニア州フィラデルフィア、ジャーマンタウン・クリケット・クラブ　（3年間会場移転、1921年-1923年まで）
  - 女子シングルス　名称：全米女子シングルス選手権（U.S. Women's National Singles Championship）／会場：ニューヨーク市クイーンズ区フォレストヒルズ、ウエストサイド・テニスクラブ　（1921年-1977年まで）
  - 男子ダブルス　名称：全米ダブルス選手権（U.S. National Doubles Championship）／会場：マサチューセッツ州ボストン市、ロングウッド・クリケット・クラブ　（1917年-1933年まで）
  - 女子ダブルス　名称：全米女子ダブルス選手権（U.S. Women's National Doubles Championship）／会場：フォレストヒルズ、ウエストサイド・テニスクラブ　（1921年-1933年まで）
  - 混合ダブルス　名称：全米混合ダブルス選手権（U.S. Mixed Doubles Championship）／会場：フォレストヒルズ、ウエストサイド・テニスクラブ　（1921年-1934年まで）
- 1921年から、女子競技（女子シングルス・女子ダブルス・混合ダブルス）の会場がニューヨーク市クイーンズ区フォレストヒルズにある「ウエストサイド・テニスクラブ」（通称フォレストヒルズ）に移転した。女子シングルスは1977年までフォレストヒルズで開かれたが、女子ダブルス・混合ダブルスはその後も会場移転が多い。男子シングルスは1921年-1923年の3年間フォレストヒルズを離れて、フィラデルフィアの「ジャーマンタウン・クリケット・クラブ」に移転した。
- 1922年の全米選手権は、女子シングルスで初めて「シード選手」を導入した大会である。男子シングルスはまだ正式なシード選手制になっておらず、抽選表に番号がついていない。
- この年から男子シングルスの上位進出者に外国人選手が増えたため、本記事内にあるすべての選手の国籍を表示する。

## シード選手

### 女子シングルス
1. モーラ・マロリー　（優勝、3年連続7度目）
2. メイ・サットン・バンディ　（ベスト4）
3. ヘレン・ウィルス　（準優勝）
4. レスリー・バンクロフト　（ベスト4）
5. エディット・シガニー　（ベスト8）
6. マリオン・ジェサップ　（ベスト8）
7. グレース・ルロイ　（2回戦）
8. クレア・カッセル　（ベスト8）

男子シングルスはまだ正式なシード選手制になっておらず、抽選表に番号がついていない。

## 大会経過

### 男子シングルス
準々決勝
- ビル・ジョンストン vs.  マニュエル・アロンソ　6-0, 6-2, 7-5
- ビンセント・リチャーズ vs.  ジェームズ・アンダーソン　6-4, 6-2, 7-5
- ビル・チルデン vs.  清水善造　6-2, 6-3, 6-1
- ジェラルド・パターソン vs.  リチャード・ウィリアムズ　6-3, 6-3, 6-4

準決勝
- ビル・ジョンストン vs.  ビンセント・リチャーズ　8-6, 6-2, 6-1
- ビル・チルデン vs.  ジェラルド・パターソン　4-6, 6-4, 6-3, 6-1

### 女子シングルス
準々決勝
- メイ・サットン・バンディ vs.  マーサ・ベイヤード　12-10, 4-6, 6-0
- ヘレン・ウィルス vs.  マリオン・ジェサップ　2-6, 6-4, 6-2
- モーラ・マロリー vs.  エディット・シガニー　6-0, 6-1
- レスリー・バンクロフト vs.  クレア・カッセル　8-6, 6-3

準決勝
- ヘレン・ウィルス vs.  メイ・サットン・バンディ　6-4, 6-3
- モーラ・マロリー vs.  レスリー・バンクロフト　6-0, 6-4

## 決勝戦の結果
- 男子シングルス： ビル・チルデン vs.  ビル・ジョンストン　4-6, 3-6, 6-2, 6-3, 6-4
- 女子シングルス： モーラ・マロリー vs.  ヘレン・ウィルス　6-3, 6-1
- 男子ダブルス： ビル・チルデン＆ ビンセント・リチャーズ vs.  ジェラルド・パターソン＆ パット・オハラウッド　4-6, 6-1, 6-3, 6-4
- 女子ダブルス： ヘレン・ウィルス＆ マリオン・ジェサップ vs.  モーラ・マロリー＆ エディット・シガニー　6-4, 7-9, 6-3
- 混合ダブルス： ビル・チルデン＆ モーラ・マロリー vs.  ハワード・キンゼイ＆ ヘレン・ウィルス　6-4, 6-3